# Epipactis flaminia
Epipactis flaminia P.R.Savelli & Aless., 1994 è una pianta erbacea appartenente alla famiglia delle Orchidacee diffusa in Europa centrale.

## Descrizione
Epipactis flaminia può arrivare dai 20 ai 60 cm di altezza. La sua forma biologica è geofita rizomatosa, ciò significa che ogni anno la parte aerea della pianta muore e l'anno successivo rinasce dalla radice detta appunto rizoma. 

### Radici
Le radici partono dal rizoma.

### Fiori
L'infiorescenza è un racemo terminale dal quale si sviluppano fino a una trentina di fiori penduli e pedicellati (il pedicello è molto sviluppato rispetto ad altre orchidee). I fiori sono resupinati (capovolti tramite torsione del pedicello). L'infiorescenza è alta circa 20 cm.
Il fiore è ermafrodita e di colore verde-bianco. Il perigonio è composto da 2 verticilli con 3 tepali ciascuno(3 interni e 3 esterni). Il labello (il tepalo centrale) è diviso in due sezioni.

### Frutti
I frutto è una capsula di forma esagonale a più coste. Nell'interno sono contenuti milioni di semi piatti poco differenziati tra di loro, infatti, il seme è così piccolo da contenere solo l'embrione e sostanze nutritive insufficienti per una germinazione in proprio. I semi per poter nascere devono venir infestati dalle spore dei funghi micorrizici con cui legano una stretta simbiosi.

## Distribuzione e habitat
Questa pianta è endemica del Sud-Est Europeo, in Italia si può osservare in Calabria, Toscana e Emilia-Romagna. All'estero nelle Alpi si può trovare in Slovenia o nel Länder di Vienna. Si trova anche dalla penisola Balcanica alla Grecia.
L'habitat tipico di questa pianta sono i sottoboschi di conifere (e latifoglie). Il substrato preferito è sia calcareo che calcareo/siliceo con pH basico e terreno con medi valori nutrizionali e mediamente umido. Sui rilievi queste piante si possono trovare da 800 fino a 1400 m s.l.m. 